# Сегодня в Мире
Это статья о музыкальной группе, о телевизионной программе см. Сегодня в мире (телепрограмма)
«Сегодня в Мире» — современная российская музыкальная группа, играющая мелодичный софт-рок в духе романтичного реализма.

## История
Группу «Сегодня в Мире» создали подмосковные музыканты из Фрязино, бывшие одноклассники Павел Серяков и Илья Сосницкий. Более десяти лет они были участниками группы «Високосный Год», однако из-за возникших в коллективе разногласий в июне 2006 года приняли решение покинуть «Високосный Год» и организовать собственную группу. После полугода работы над подготовкой репертуара, в 2007 году был образован проект «Сегодня в Мире».
Название коллектива было взято из песни «Звёздный мальчик».
19 июня 2012 года объявили о закрытии проекта «Сегодня в мире».
Однако, несмотря на закрытие проекта, 13 сентября 2012 года на официальном сайте группы появилась новая песня «Зая».
После закрытия проекта в 2012 и 2013 году участники группы дали несколько «квартирников», а в июне 2015 объявили о «расконсервировании» проекта и продолжают деятельность.
14 марта 2018 года Павел Серяков оставил на официальном сайте группы сообщение о том, что Илья больше не имеет отношения к группе. Дальнейшую деятельность Павел планирует осуществлять в одиночку.. Илья Сосницкий стал музыкантом группы «Магелланово Облако».
30 ноября 2018 года состоялась премьера клипа на песню «Любовь»., а в следующем году – на песню «Серьёзные деньги».
В 2022 году выходит мини-альбом «Тампере». В том же году выходят три сингла, записанные при содействии Ильи Сосницкого: «Я знаю...», «Август» и «Кавычки закрываются».

## Состав

### Основной
- Павел Серяков — музыка, тексты, вокал, аранжировка, гитара, бас-гитара

### Концертный
- Виктория Чарноцкая — вокал
- Алексей Данилов — клавишные
- Сергей Сокулер — бас-гитара
- Михаил Юдин — ударные

### Бывшие участники
- Илья Сосницкий — музыка, вокал, аранжировка, гитара, клавишные, флейта, перкуссия (2006–2018, 2022)

## Дискография

### Студийные альбомы
2007 — «Всё что есть»
1. Пожарные ждут звонка — 3:32 (П. Серяков)
2. Звёздный мальчик — 3:28 (П. Серяков, И. Сосницкий — П. Серяков)
3. Между нами — 3:46 (П. Серяков)
4. Просто не повезло — 2:55 (И. Сосницкий — П. Серяков)
5. Снова зима — 4:18 (П. Серяков)
6. Как вор — 3:18 (П. Серяков)
7. Пускай уходит — 4:32 (П. Серяков)
8. Две остановки — 3:14 (П. Серяков)
9. Сад камней — 3:02 (П. Серяков)
10. Октябрь — 4:03 (П. Серяков, И. Сосницкий — П. Серяков)
11. Просто нет слов — 2:30 (П. Серяков, И. Сосницкий)

2009 — «Песни Новеллы Матвеевой»
1. Интро — 1:21
2. Караван — 3:38
3. Дом без крыш — 4:20
4. Кораблик — 4:13
5. Письмо к любимой — 3:46
6. Девушка из харчевни — 3:02
7. Поэты — 4:32
8. Цыганка — 3:34
9. Золушка (Новогодняя песня) — 3:54
10. В предрассветном тумане — 2:52
11. Кораблик (реприза) — 1:07
12. Луна — 3:20
13. Кружатся листья — 5:30
14. Следы — 4:42
15. Караван (инструментальная) — 3:50

2012 — «Всё не зря»
1. Удаленный доступ — 5.25 (П. Серяков, И. Сосницкий — П. Серяков)
2. Сверхпроводимость — 3.03 (П. Серяков)
3. Солнечный зайчик — 4.54 (П. Серяков)
4. Остров свободы — 2.34 (И. Сосницкий — П. Серяков)
5. Прости мне — 4.49 (П. Серяков)
6. На словах — 4.01 (П. Серяков, И. Сосницкий — П. Серяков)
7. Высший разум — 3.52 (П. Серяков)
8. Январь*** — 5.13 (П. Серяков)
9. Мы сами знаете кто — 4.00 (П. Серяков, И. Сосницкий — П. Серяков)
10. Остров свободы (reprise) — 3.15 (И. Сосницкий)
11. Дети до 16 не допускаются — 4.25 (П. Серяков)
12. Всё не зря — 4.55 (И. Сосницкий — П. Серяков)
13. Удаленный доступ 2 — 3.21 (П. Серяков, И. Сосницкий — П. Серяков)

2022 — «Тампере» (мини-альбом)
1. Такое чувство — 3:36
2. 18+ — 3:55
3. Тампере — 6:11
4. Зая 2. Сайт знакомств — 5:01

2023 — «Песни из прошлой жизни. Часть 1»
1. На смерть во мне поэта — 2:58
2. Sancta simplicitas — 6:07
3. Калейдоскоп улыбок — 5:11
4. Голодные — 3:02

### Синглы
2008 — «Мы сами знаете кто» (интернет-сингл)
1. Удалённый доступ — 5:25 (П. Серяков, И. Сосницкий — П. Серяков)
2. Мы сами знаете кто — 4:01 (П. Серяков, И. Сосницкий — П. Серяков)

2008 — «Остров Свободы»

2018 — «Любовь»

2019 — «Серьёзные деньги»

2022 — «Я знаю...»

2022 — «Август»

2022 — «Кавычки закрываются»

### Сборники
2014 — «Лучшие песни»
1. Сверхпроводимость — 3:03
2. Звёздный мальчик — 3:29
3. На словах — 4:00
4. Прости мне — 4:49
5. Снова зима — 4:20
6. Девушка из харчевни — 3:02
7. Две стрелы — 3:54
8. Зая — 2:35
9. Кораблик — 4:13
10. Две остановки — 3:15
11. Остров свободы — 2:34
12. Мы сами знаете кто — 4:00
13. Высший разум — 3:52
14. Всё не зря — 4:55